# Percina kathae
Percina kathae är en fiskart som beskrevs av Thompson, 1997. Percina kathae ingår i släktet Percina och familjen abborrfiskar. Inga underarter finns listade i Catalogue of Life.